# Christian Thura
Christian Thura (1730 – 1787) var en dansk litterat.
Christian Thura var fra København, men ikke af de lærde Thurahers slægt. Som ubefordret teologisk kandidat tiltrak han sig betydelig opmærksomhed ved den hårde skæbne, der ramte ham på grund af hans skribentvirksomhed.
I Trykkefrihedstiden havde han skrevet nogle pjecer imod "Philopatreias" og mod hoffets usædelighed, og førend trykkefriheden var blevet indskrænket, havde han påbegyndt et nyt skrift: Den patriotiske Sandsigers 1. Del (1771); men det udkom ikke før efter Struensees fald. Det indeholdt voldsomme angreb på Struensee, men desuden stærk kritik af regeringens udøvelse af magten og kom derved også ind på nedsættende omdømme af selve Kongeloven.
Regeringen anså skriftet for farligt, og Thura blev sat under tiltale i henhold til reskriptet af 7. oktober 1771. Der er ikke tvivl om, at Thura var en veltænkende mand, der havde fremsat sin hjertensmening i bedste hensigt; men han var eksalteret og hans skrifter usammenhængende og havde ikke taget de forandrede tidsforhold i agt.
En kommission dømte ham i marts 1773 til at have forbrudt ære og gods samt til at hensættes for livstid på Munkholmen; desuden skulle hans skrifter brændes ved bøddelen. Ved kongelig resolution blev Thura, i stedet for at miste æren, hensat på Munkholm på kongens nåde, og hans skrifter konfiskeredes.
På Munkholm prædikede Thura ofte for garnisonen, og han beskæftigede sig med at undervise børn, når lejlighed gaves. 1779 fik han tilladelse til at maatte overflyttes til Bornholm. Her levede han i 8 år i Rønne, blot med den indskrænkning i sin frihed, at han ikke måtte forlade øen. Han døde i Rønne 1787 (begravet 19. juni), 57 år gammel.